# 高成县 (河北)
高成县，中国古县名。西汉時期設置，隸屬於渤海郡，當時為渤海都尉官府所在地。治所在今中華人民共和國河北省盐山县东南故城。东汉时，更名为高城县，仍然屬於渤海郡管轄。